# (73786) 1994 WX2
(73786) 1994 WX2 – planetoida z pasa głównego asteroid okrążająca Słońce w ciągu 4,23 lat w średniej odległości 2,61 j.a. Odkryta 30 listopada 1994 roku.